# Paul de Lagarde
Paul Anton de Lagarde, originalmente Paul Anton Bötticher, comúnmente Paul de Lagarde (Berlín, 2 de noviembre de 1827-Gotinga, 22 de diciembre de 1891) fue un filósofo de la cultura y orientalista alemán. En sus visiones políticas fue un representante del antisemitismo moderno.

## Biografía
Nacido Berlín en 1827 bajo el nombre de Paul Bötticher, en su adultez temprana adoptó legalmente el apellido de su línea materna, de Lagarde, en reconocimiento a su tía abuela, Ernestine de Lagarde, que lo crio tras la muerte de su madre. En Berlín (1844-1846) y Halle (1846-1847) estudió teología, filosofía y lenguas orientales.
En 1852, sus estudios lo llevaron a Londres y París. En 1854 se convirtió en profesor en un colegio público de Berlín, pero esto no interrumpió sus estudios bíblicos. En 1866 recibió tres años de licencia para recolectar nuevos materiales, y en 1869 sucedió al orientalista alemán y teólogo Heinrich Ewald como profesor de lenguas orientales en la Georg-August-Universität Gotinga. Como Ewald, Lagarde era un trabajador activo en una variedad de temas e idiomas, pero casi siempre mantuvo a la vista su principal objetivo, la elucidación de la Biblia. Lagarde fue sin duda uno de los más renombrados conocedores de la Septuaginta durante el siglo XIX, y se dedicó con ardor a la erudición oriental.
Su conocimiento y capacidad se mezclaron con el dogmatismo y la desconfianza en las actividades de los demás. En política, perteneció al partido conservador prusiano y fue un violento antisemita, cuya amargura se puso de manifiesto en sus escritos. Murió en Gotinga el 22 de diciembre de 1891.

## Sus ideas
Lagarde tuvo gran influjo en la Alemania contemporánea por los escritos nacionalistas y antisemitas compilados en Deutsche Schriften (Escritos alemanes, 1878-1881). Algunas de sus ideas serían reasumidas posteriormente por el nacionalsocialismo:
- la idea de un Lebensraum (espacio vital) en el Este;
- la idea de la construcción de una Mitteleuropa (Europa central) bajo el dominio germánico;
- el deseo de un cristianismo alemán depurado de sus «elementos judíos» (entre los que contaba a Pablo de Tarso) y, en general, extranjeros (griegos, romanos, celtas, etc.).

Al pregonar una «religión alemana» y una «iglesia nacional», Paul de Lagarde atribuyó lo que él consideró la «evolución nefasta del cristianismo» al hecho de que «una persona absolutamente incompetente (Pablo de Tarso) logró influir en la Iglesia», con lo que tomó distancia de las iglesias cristianas históricas.
Su nacionalismo era de base eminentemente religiosa. Según Paul de Lagarde, la germanidad se fundaba en «el alma» antes que en la pureza de una raza germánica, según el ejemplo de alemanes como Gottfried Leibniz, Gotthold Ephraim Lessing o Immanuel Kant, que eran de origen eslavo o escocés. Según él, los judíos debían imperativamente optar de inmediato entre su religión y su nacionalidad alemana. En 1887, Paul de Lagarde calificó a los judíos de «parásitos», «triquinas» y «bacilos» a los que ya les había llegado la hora de ser exterminados rápidamente y de raíz. El nacionalismo de De Lagarde constituye una severa radicalización del antijudaísmo que prefigura la virulencia del antisemitismo de tipo völkisch del Partido Nacionalsocialista Obrero Alemán, a través de la influencia en Alfred Rosenberg (1893-1946), teórico de la Alemania hitleriana, en su obra principal de 1930 Der Mythus des 20 (El mito del siglo XX).

## Obras
- Initia chromatologiae arabicae (1849)
- Arica (1851)
- Konservativ? (1853)
- Über die gegenwärtigen Aufgaben der deutschen Politik (1853)
- Didascalia apostolorum syriace (1854)
- Anmerkungen zur griechischen Übersetzung der Proverbien (1863)
- Gesammelte Abhandlungen (1866)
- Genesis graece (1868)
- Über das Verhältnis des deutschen Staates zu Theologie, Kirche und Religion. Ein Versuch Nicht-Theologen zu orientieren (1873)
- Über die gegenwärtige Lage des deutschen Reichs. Ein Bericht (1875)
- Armenische Studien (1877)
- Semitica (1878)
- Deutsche Schriften (1878, 19205, Versammelt fortlaufend alle politischen Schriften.)
- Orientalia (1.1879 – 2.1880)
- Persische Studien (1884)
- Juden und Indogermanen (1887)
- Symmicta (1.1877 – 2.1889)
- Übersicht über die im Aramäischen, Arabischen und Hebräischen übliche Bildung der Nomina (1.1889 – 2.1891)
- Bekenntnis zu Deutschland (1933), Eugen Diederichs Verlag
- Nationale Religion (1934)

## Cartas
- Niklaus Peter, Andreas Urs Sommer (editor): Franz Overbecks Briefwechsel mit Paul de Lagarde; in: Zeitschrift für Neuere Theologiegeschichte 3 (1996), pág. 127–171